# Скрентон (Арканзас)
Скрентон (англ. Scranton) — місто (англ. city) в США, в окрузі Логан штату Арканзас. Населення — 245 осіб (2020).

## Географія
Скрентон розташований на висоті 115 метрів над рівнем моря за координатами 35°21′37″ пн. ш. 93°32′16″ зх. д. / 35.36028° пн. ш. 93.53778° зх. д. (35.360393, -93.537892).  За даними Бюро перепису населення США в 2010 році місто мало площу 1,22 км², з яких 1,22 км² — суходіл та 0,00 км² — водойми. В 2017 році площа становила 1,31 км², з яких 1,31 км² — суходіл та 0,00 км² — водойми.

## Демографія
Згідно з переписом 2010 року, у місті мешкали 224 особи в 89 домогосподарствах у складі 55 родин. Густота населення становила 184 особи/км².  Було 113 помешкання (93/км²). 
Расовий склад населення:
| - 96,0 % — білих - 1,3 % — корінних американців - 0,9 % — азіатів |

До двох чи більше рас належало 1,8 %. Іспаномовні складали 0,0 % від усіх жителів.
За віковим діапазоном населення розподілялося таким чином: 29,5 % — особи молодші 18 років, 57,1 % — особи у віці 18—64 років, 13,4 % — особи у віці 65 років та старші. Медіана віку мешканця становила 34,7 року. На 100 осіб жіночої статі у місті припадало 89,8 чоловіків;  на 100 жінок у віці від 18 років та старших — 102,6 чоловіків також старших 18 років.
Середній дохід на одне домашнє господарство  становив 43 161 долар США (медіана — 32 045), а середній дохід на одну сім'ю — 56 536 доларів (медіана — 51 500). За межею бідності перебувало 11,6 % осіб, у тому числі 12,1 % дітей у віці до 18 років та 16,0 % осіб у віці 65 років та старших.
Цивільне працевлаштоване населення становило 77 осіб. Основні галузі зайнятості: роздрібна торгівля — 24,7 %, освіта, охорона здоров'я та соціальна допомога — 18,2 %, виробництво — 15,6 %.
За даними перепису населення 2000 року в Скрентоні проживало 222 особи, 66 сімей, налічувалося 90 домашніх господарств і 112 житлових будинків. Середня густота населення становила близько 170,8 людини на один квадратний кілометр. Расовий склад Скрентона за даними перепису розподілився таким чином: 97,30 % білих, 0,90 % — чорних або афроамериканців, 1,80 % — представників змішаних рас.
З 90 домашніх господарств 31,1 % — виховували дітей у віці до 18 років, 55,6 % представляли собою подружні пари, які спільно проживали, в 15,6 % сімей жінки проживали без чоловіків, 25,6 % не мали сімей. 23,3 % від загального числа сімей на момент перепису жили самостійно, при цьому 17,8 % склали самотні літні люди у віці 65 років і старші. Середній розмір домашнього господарства склав 2,47 особи, а середній розмір родини — 2,85 особи.
Населення міста за віковим діапазоном за даними перепису 2000 року розподілилося таким чином: 23,9 % — жителі молодші за 18 років, 12,2 % — між 18 і 24 роками, 24,3 % — від 25 до 44 років, 21,2 % — від 45 до 64 років і 18,5 % — у віці 65 років і старші. Середній вік мешканця склав 39 років. На кожні 100 жінок у Скрентоні припадало 96,5 чоловіків, у віці від 18 років і старших — 87,8 чоловіків також старших за 18 років.
Середній дохід на одне домашнє господарство в місті склав 26 000 доларів США, а середній дохід на одну сім'ю — 30 313 доларів. При цьому чоловіки мали середній дохід 16 875 доларів США на рік проти 18 750 доларів середньорічного доходу у жінок. Дохід на душу населення в місті склав 25 970 доларів на рік. 11,5 % від усього числа сімей в населеному пункті і 17,8 % від усієї чисельності населення перебувало на момент перепису населення за межею бідності, при цьому 34,2 % з них перебували у віці 64 років і старші.